# 김민 (1999년)
김민(1999년 1월 18일 ~ )은 대한민국의 배우이다.

## 학력
- 창동고등학교
- 한국예술종합학교

## 영화
- 2021년 별인간가족
- 2021년 당신의 아이
- 2021년 데이빗 초이와 장수풍뎅이
- 2021년 데드엔드
- 2021년 애프터코리아
- 2022년 보이는 대로
- 2023년 리바운드 - 허재윤 역
- 2025년 로비 - 한 대리 역

## 드라마
- 2022년 MBC 《멧돼지 사냥》- 진욱 역
- 2023년 tvN 《우리들의 블루스》- 재구 역
- 2024년 JTBC, 쿠팡플레이 《하이드》- 윤석구 역